# Victoria Feuer-Versicherungs-AG
Die Victoria Feuer-Versicherungs Aktiengesellschaft Berlin (auch z. T. Viktoria geschrieben) war ein bedeutendes deutsches Versicherungsunternehmen in Berlin, das in dieser Form mehr als 50 Jahre bestand.

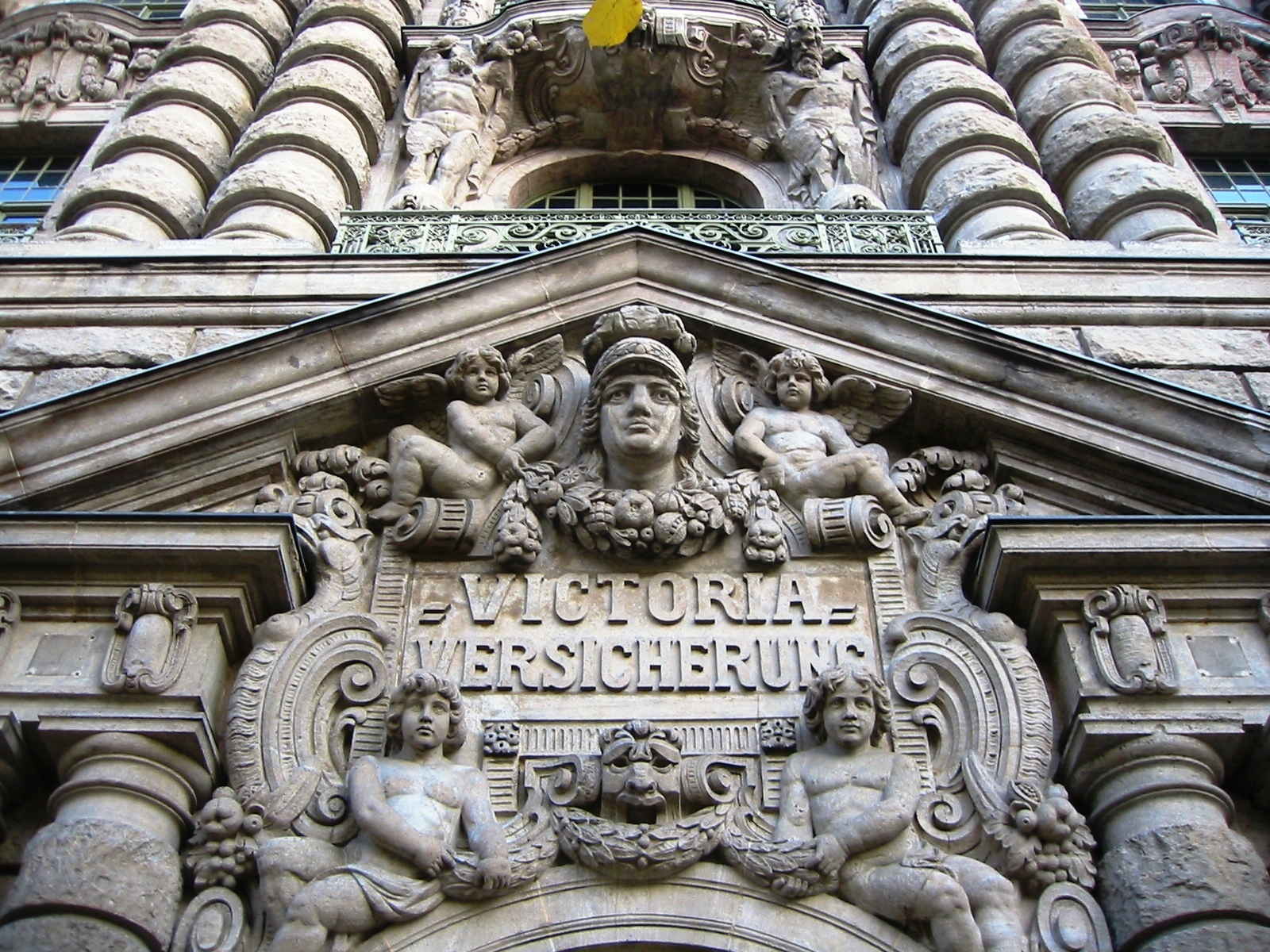
Eingangsportal in Berlin

## Geschichte

### Vorgeschichte
Im Jubiläumsjahr 1903 wollte die Victoria-Versicherung den Geschäftsbetrieb eigentlich auf die Zweige Feuer- und Einbruchdiebstahl-Versicherung ausdehnen, um dem Außendienst ein Betätigungsfeld in anderen Sparten zu verschaffen. Die Verhandlungen mit dem kaiserlichen Aufsichtsamt für Privatversicherung zogen sich aber hin, vermerkte ein Geschäftsbericht. Die neue Gesellschaft musste deswegen gegründet werden, da das Sparten-Trennungsprinzip der Versicherungsaufsicht schon damals das Nebeneinander von Lebensversicherungen und Sachversicherungen in einer Gesellschaft verbot.

### Gründung und Entwicklung

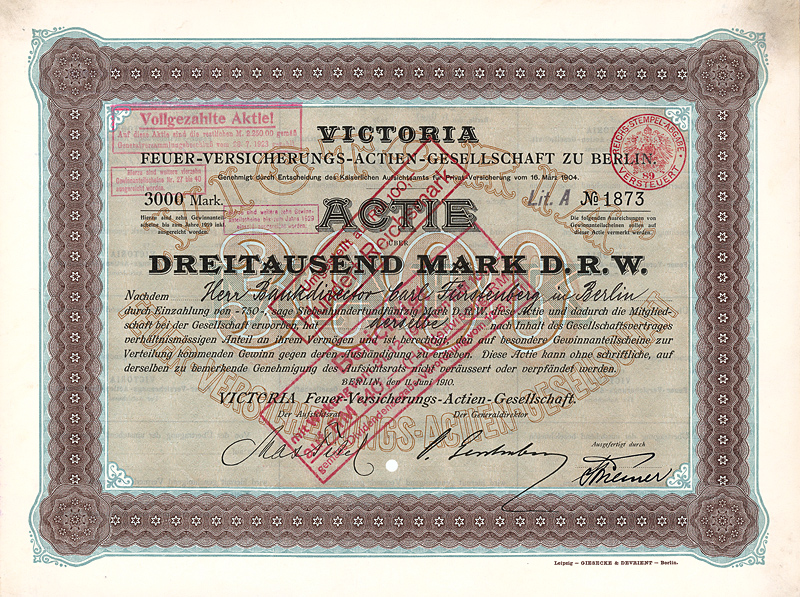
Aktie über 3000 Mark der Victoria Feuer-Versicherungs-AG vom 11. Juni 1910

Die Versicherung wurde am 22. Februar 1904 in Berlin von Otto Gerstenberg gegründet. Am 16. März erhielt sie ihre Zulassung für das Deutsche Reich. Erster technischer Leiter wurde Direktor Franz Müller.
Die Gesellschaft diente nun dem Zwecke des Sachversicherungsgeschäftes und war ein Tochterunternehmen der Victoria-Versicherung zu Berlin. Sie verfügte über die Sparten Feuer, Einbruchdiebstahl und Leitungswasserschäden und war geldlich (finanziell) selbständig.
1928 setzte die Victoria Feuer 34 Millionen Reichsmark an Prämien um.
1948 erfolgte die Übertragung des Unfallversicherungsbestandes von der Victoria zu Berlin auf die Victoria Feuer-Versicherungs AG.
Die Versicherung bestand in dieser Form bis 1956. In jenem Jahr erfolgte die Fusion der Düsseldorfer und der Berliner Victoria-Unternehmen zur Victoria Lebens- und Victoria Feuerversicherung. Insofern besteht die Victoria Feuer bis heute.

### Auslandsgeschäft
Am 31. März 1917 erhielt die Victoria Feuer die Erlaubnis zum Betrieb der Feuerversicherung im Königreich Ungarn. Im Jahre 1923 war die Gesellschaft auch in Ägypten, Bulgarien, Danzig und der Türkei tätig. 1932 kamen Frankreich, Griechenland und Österreich hinzu.

## Personen
- Otto Gerstenberg
- Kurt Hamann